# Diskografie Tomáše Kluse
Diskografie českého písničkáře Tomáše Kluse tvoří převážně šest sólových studiových alb včetně tří nahraných s Jeho cílovou skupinou. V rámci dodatečného formátu přispěl také na dva soundtracky.
Jeho prvních tří studiových alb vydaných v zastoupení Sony, jmenovitě Cesta do záhu(d)by (2008), Hlavní uzávěr splínu (2009) a Racek (2009), se prodalo přibližně sto tisíc kusů. Zbylá dvě alba, neboli Proměnamě (2014) a Anat život není (2015), vydal už ve vlastním nákladu.

## Alba

### Studiová alba
| Rok  | Studiové album | Umístění | Certifikát         |
| Rok  | Studiové album | ČR       | (Prodejnost)       |
| ---- | --- | -------- | ------------------ |
| 2008 | Cesta do záhu(d)by - Datum vydání: 29. únor - Vydavatel: Sony BMG • Epic - Katalog: 88697225782 - Formát: CD • MP3                                         | 3 (3×)   | Platina (16.500)   |
| 2009 | Hlavní uzávěr splínu - Datum vydání: 9. říjen - Vydavatel: Sony • Columbia - Katalog: 88697601242 - Formát: CD • MP3                                       | 2        | Platina (18.000)   |
| 2011 | Racek - Datum vydání: 23. září - Vydavatel: Sony • Columbia - Katalog: 88697970492 - Formát: CD • LP (88697990301) • MP3                                   | 1 (27×)  | Diamant (60.000)   |
| 2014 | Proměnamě s Jeho cílovou skupinou - Datum vydání: 24. březen - Vydavatel: TK (vlastní náklad) - Katalog: 8594170818906 - Formát: CD • MP3                  | 1 (15×)  | 2×Platina (20.000) |
| 2015 | Anat život není s Jeho cílovou skupinou - Datum vydání: 29. červen - Vydavatel: TK (vlastní náklad), Supraphon - Katalog: 8594170818746 - Formát: CD • MP3 | 1 (2×)   |                    |
| 2018 | SpOlu s Jeho cílovou skupinou - Datum vydání: 7. září - Vydavatel: TK (vlastní náklad), Supraphon - Katalog: 8590233020705 - Formát: CD • MP3              | 1 (1×)   |                    |
| 2021 | Cítím - Datum vydání: 3. prosinec - Vydavatel: TK (vlastní náklad), Supraphon - Katalog: - Formát:                                                         | 3        |                    |
| 2024 | Tady to máš - Datum vydání: 8. listopad - Vydavatel: TK (vlastní náklad), Supraphon - Katalog: - Formát:                                                   | 4        |                    |

### Soundtracky
| Rok  | Soundtrack | Umístění | Certifikát   |
| Rok  | Soundtrack | ČR       | (Prodejnost) |
| ---- | --- | -------- | ------------ |
| 2008 | Anglické jahody s různými umělci - Datum vydání: 27. říjen - Vydavatel: Sony BMG • Columbia - Katalog: 88697397462 - Formát: CD | —        |              |
| 2014 | Tři bratři s různými umělci - Datum vydání: 29. srpen - Vydavatel: Biograf Jan Svěrák - Katalog: 8594073280053 - Formát: CD     | 1 (10×)  |              |

### Živá alba
| Rok  | Koncertní album                                                                                      | Umístění | Certifikát   |
| Rok  | Koncertní album                                                                                      | ČR       | (Prodejnost) |
| ---- | --- | -------- | ------------ |
| 2017 | Živ je s Jeho cílovou skupinou - Datum vydání: 14. duben - Vydavatel: TK (vlastní náklad), Supraphon | 1 (1×)   | —            |

### EP
| Rok  | EP | Umístění | Certifikát   |
| Rok  | EP | ČR       | (Prodejnost) |
| ---- | --- | -------- | ------------ |
| 2020 | Pět pohromadě (s Tamarou Klusovou) - Datum vydání: 23. duben - Vydavatel: TK (vlastní náklad), Supraphon | —        | —            |
| 2021 | ČAUČESKU - Datum vydání: 30. duben - Vydavatel: TK (vlastní náklad), Supraphon                           | 1 (2×)   | —            |

## Singly
| Rok  | Singl                           | Umístění | Umístění  | Album                |
| Rok  | Singl                           | Top 100  | Top CZ 50 | Album                |
| ---- | ------------------------------- | -------- | --------- | -------------------- |
| 2008 | „Do nebe“                       | 66       | 17        | Cesta do záhu(d)by   |
| 2008 | „Pocity“                        | 32 (2×)  | 6         | Cesta do záhu(d)by   |
| 2008 | „Navěky“                        | 7        | 2         | Anglické jahody      |
| 2009 | „VeSmíru“                       | 40       | 5         | Hlavní uzávěr splínu |
| 2010 | „Nenávratná“                    | —        | 21        | Hlavní uzávěr splínu |
| 2010 | „Přičichnutí alergikovo“        | —        | 43        | Hlavní uzávěr splínu |
| 2011 | „Nina“                          | 6        | 2 (12×)   | Racek                |
| 2011 | „Sibyla“                        | —        | 33        | Racek                |
| 2012 | „Pánubohudooken“                | 13       | 1         | Racek                |
| 2012 | „Ledaco“                        | 34 (2×)  | 8         | Racek                |
| 2014 | „Napojen“                       | 26       | 5 (4×)    | Proměnamě            |
| 2014 | „Když si tě, dívko, představim“ | 6        | 2         | Tři bratři           |
| 2015 | „JdeVoZem“                      | 48       | 15        | Anat život není      |
| 2016 | „Dobré ráno“                    | 13       | 4         | —                    |
| 2017 | „A pak“ (ft. Tamara Klusová)    | 47       | 15        | SpOlu                |
| 2018 | „Tichá voda“                    | —        | 38        | SpOlu                |
| 2021 | „Chátrám“                       | 55       | 15        | ČAUČESKU             |
| 2021 | „Tajemství“                     | 43       | 15        | Cítím                |
| 2021 | „Cítím“                         | —        | 49        | Cítím                |

## Videoklipy
| - „A pak“ - „Chybíš mi“ - „JdeVoZem“ - „Jsem“ - „Malčik“ - „Napojen“ | - „Navěky“ - „Nina“ - „Noe“ - „Pánubohudooken“ - „Pocity“ - „Přeju Ti“ | - „Přičichnutí alergikovo“ - „Sibyla“ - „Tamaře“ - „Tichá voda“ - „Tonda“ - „VeSmíru“ |